# Bartolomeu Dias (Schiff, 2013)
Die Bartolomeu Dias ist ein von der Werft Uljanik Brodogradilište für die Jan de Nul-Gruppe gebauter Hopperbagger.

## Technische Daten
Die Bartolomeu Dias wurde im Jahr 2013 von der Werft Uljanik Brodogradiliste in Kroatien für das belgische Wasserbauunternehmen Jan de Nul Group abgeliefert. Der Saugbagger hat eine Länge von 147,80 m, eine Breite von 30,0 m und ist mit 17.130 BRZ vermessen. Bei einem Tiefgang von 11,2 m hat sie eine Tragfähigkeit von rund 26.600 Tonnen. Auf dem Schiff wurden Dieselmotoren mit insgesamt 15.960 kW Leistung installiert. Angetrieben wird das Schiff von zwei MAN-Dieselmotoren mit jeweils 7.200 kW Leistung. Es erreicht damit die Nenngeschwindigkeit von 16 Knoten.
Die Baggerpumpen haben eine Antriebsleistung von insgesamt 4.000 kW. Um das Ladegut an Land zu spülen, sind Löschpumpen mit 8.000 kW Antriebsleistung vorhanden. Die maximale Saugtiefe beträgt 52 Meter. Das Saugrohr hat einen Durchmesser von 1,3 m.
An Bord der nach dem portugiesischen Seefahrer und Entdecker benannten Bartolomeu Dias sind Unterkünfte für insgesamt 33 Personen vorhanden.
Zum Entladen stehen drei Möglichkeiten zur Verfügung:
- Entladen durch Öffnen der Bodenklappen,
- Entladen über ein Druckrohr, das vorn am Schiff angeschlossen wird,
- direktes Aufspülen mit der Wasserkanone am Bug des Schiffes.

Schwesterschiff der Bartolomeus Dias ist die unter der Baunummer 496 gebaute und im Oktober 2012 abgelieferte Pedro Álvares Cabral. Namensgeber war auch hier ein portugiesischer Seefahrer und Entdecker.